# Cupido oculatus
Cupido oculatus är en fjärilsart som beskrevs av Gmelin 1788/91. Cupido oculatus ingår i släktet Cupido och familjen juvelvingar. Inga underarter finns listade i Catalogue of Life.